# Władimir Łapicki
Władimir Michajłowicz Łapicki (ros. Владимир Михайлович Лапицкий; ur. 18 lutego 1959 w Grodnie) – radziecki szermierz narodowości białoruskiej, srebrny medalista olimpijski i dwukrotny medalista mistrzostw świata.
Na igrzyskach olimpijskich w Moskwie w 1980 roku reprezentacja ZSRR w składzie: Aleksandr Romankow, Władimir Smirnow, Sabirżan Ruzijew, Aszot Karagjan i Władimir Łapicki zdobyła srebrny medal. Był to jego jedyny start olimpijski.
Podczas mistrzostw świata w Hamburgu w 1978 roku razem z Aleksandrem Romankowem, Władimirem Smirnowem, Władimirem Dienisowem i Sabirżanem Ruzijewem zdobył brązowy medal w zawodach drużynowych. W tej samej konkurencji wspólnie z Romankowem, Smirnowem, Ruzijewem i Siergiejem Kosienko zwyciężył na rozgrywanych rok później mistrzostwach świata w Melbourne.
Po zakończeniu kariery został trenerem.
Jego żoną jest była szczypiornistka Natalja Cygankowa.